# 夢に見た日々
『夢に見た日々』（ゆめにみたひび）は、日本のテレビドラマ。主演：千葉真一、脚本：山田太一、制作：テレビ朝日・総合プロデュース。『シリーズ・街』の第14作。
1989年10月19日から12月21日までANNにて、『木曜ドラマ (テレビ朝日)』の毎週21:00 - 21:54に全10回が放送された。

## 概要
隅田川沿いの潰れかけている喫茶店を、関本慎作と従業員たちが立て直していく物語。言問橋とその周辺を舞台にしており、中年も若者も心に傷を持つ人々が集まり、それぞれのやり方で再出発に挑む姿を中心に、注目を集めることが無くても地道かつ誠実に働く人々のその生き方や大人の恋の人間模様などを、人情喜劇風やサスペンス調なエピソードを交えつつ、“大人のメルヘン”といったようなタッチで描かれたドラマである。舞台となった店は言問橋南側の隅田川左岸に在る建物で、放送時は橋の上流に隅田川テラスが完備されていた。後に言問橋から下流へもテラスが延伸されたので、建物は撤去されて今は存在していない。
千葉真一と山田太一は『深夜にようこそ』に続くタッグで、千葉にとって同局の主演ドラマは『七色とんがらし』以来である。山田は『シリーズ・街』の第1作『表通りへぬける地図』以来で、2作目の脚本を執筆した。

## ストーリー
米村洋子は同僚の太田実と付き合っていたが、太田はビル会社の令嬢である片倉由美子と婚約した。寝耳に水の洋子は、太田と由美子を待ち伏せ、由美子の面前で太田に怒りをぶつけた。このことは職場で話題となり、落ち込む洋子を気に留めた同僚の土屋多恵子は、高級なフランス料理店へ誘う。洋子と太田が付き合っていることをそれとなく知っていた多恵子は、預金獲得がトップの太田を残したい支店長から、渋谷支店の移動を洋子が受け入れるよう、説得を頼まれていた。最初は拒んだ洋子だったが、店の落ち着いた雰囲気もあり、職場に配慮すると決め、多恵子の気遣いに感謝し、移動を受け入れていた。
食事と時間が進む中、いきなり多恵子は席を立ち、隣の席の壮年の男性に「何で私を見るんですか」と詰問し始める。男性は穏やかに「見ていませんよ」と答える。多恵子は睨んでいたが、突然泣き出して謝りだしたので、洋子は驚いてしまう。その後、彼はメルセデス・ベンツで多恵子と洋子を最寄りまで送っていくが、多恵子は無礼を働いたこともあり、コーヒーに誘う。3人で話をしていたが、壮年の男性は名前も仕事も明かさない。その鷹揚な人柄に多恵子は関心を寄せ、だんだんと惹かれていく。
紆余曲折を経て、彼は元プロ野球選手の関本慎作であるとわかる。ようやく慎作と再会できた多恵子は、慎作がマスターである隅田川沿いの喫茶店「河」に案内される。「河」は客足がさっぱりで倒産寸前であった。店員の川口松江と倉橋辰次やバイト店員の早川重彦と永井正美は、慎作の経営再建にさほど期待していない。多恵子と洋子は自分の貯金を出資して、店をリフォームし、経営の立て直しに参画する。「河」のスタッフも参加し、慎作の店はレストラン「テラス」としてリスタートした。
慎作を始め、多恵子や洋子も心に傷を抱えており、彼らが店を立て直していく過程で、自らも立ち直ろうとそれぞれの再出発が始まる。

## 登場人物

### 主要キャスト
※全回出演。
- 関本慎作 - 千葉真一

喫茶店「河」を営む、元プロ野球選手。西鉄ライオンズ → 大洋ホエールズ → ロッテオリオンズと渡り歩き、現役を退く。名が知られているので、華やかなイメージと悠揚迫らぬ姿で周囲を魅了する。しかし現役引退後は事業の失敗が続き、「河」の従業員からも頼りにされていない。マイカーのメルセデス・ベンツを売り、多恵子の支援を受け、レストラン「テラス」に改修し、再建を図る。
反面、見栄っ張りの嘘つきで、自分に自信が持てず、すぐ落ち込んでやる気を無くす。前妻・藤宮晶子から「テラス」の仲間の前で、その本性を詰られてしまう。
- 土屋多恵子 - 桃井かおり

銀行員。独身で倹約家。精力的に仕事に取り組み、同僚たちに尊敬されているが、恐れられてもいる。一方で男がいないことを寂しがっている。颯爽と自分の前に現れた慎作に惹かれたのが縁で、「テラス」の経営に参画する。妄想が悪いほうへ働き、トゲのある言葉で余計な一言を言い、相手を傷つけ、自己嫌悪に陥ることが多い。
- 米村洋子 - 佐野量子

銀行員。恋人に裏切られ、失意の中、多恵子と共に「テラス」の運営に参画する。片倉由美子の母・陽子から太田との手切れ金を強引に渡された。可憐な外見とは裏腹に、はっきり物を言う性格。
洋子のモノローグで本作は進んでいく。
- 早川重彦 - 坂上忍

大学生。「河」のバイト店員。洋子の話し相手。
- 倉橋辰次 - なぎら健壱

調理師。「河」がレストラン「テラス」になってから、シェフとして働く。ズケズケ遠慮なく言うが、気は優しい。テラスオープン時に、自分の腕に自信を失いかけたが、テレビの取材がきっかけで復活する。
- 永井正美 - 中島唱子

夜は定時制高校へ通っている。「河」のバイト店員。重彦に片想いをしている。洋子と重彦が付き合っていると勘違いし、店を辞めようとする。
- 川口松江 - 三崎千恵子

「河」の店員で、みんなをまとめるしっかり者。死のうとした大沢由里に「生きてて良かった」と思う時が必ず来ると慰める。

### サブキャスト
※ ( ) の数字は登場回数。
- 太田実 - 春田純一 (1 - 2)

銀行員。米村洋子の恋人だが、二股をかけていた。
- 大沢由里 - 幸亜矢子 (3 - 4[注釈 1], 6)

流産して隅田川に飛び込み、自殺しようとするが、慎作に助けられる。
- 瀬川 - 谷村昌彦 (3 - 6)

工務店の主。「河」から「テラス」へのリフォームを請け負う。
- 大塚重治 - すまけい (6 - 8)

工事現場で働く中年の男。松江に気がある。
- 新島冴子 - 照本一代 (7 - 8)

グルメ番組担当のプロデューサーで、「テラス」を取材した。

## エピソードリスト
※ゲストはクレジットタイトルに役名表記された出演者のみ記載。複数回を同じ配役で出演した場合は#サブキャストを参照。
| No.    | 放映日   | サブタイトル   | 演出              | ゲスト                 |
| ------ | -------- | -------------- | ----------------- | ---------------------- |
| 第一回 | 10月19日 | 河へ行くまで   | 深町幸男          | 役名ゲスト無し         |
| 第二回 | 10月26日 | 本当のこと     | 深町幸男          | 役名ゲスト無し         |
| 第三回 | 11月2日  | できごと       | 深町幸男          | 片倉陽子（淡路恵子）   |
| 第四回 | 11月9日  | 店の名はテラス | 北島隆            | 役名ゲスト無し         |
| 第五回 | 11月16日 | あたたかな夜   | 油谷誠至 深町幸男 | 役名ゲスト無し         |
| 第六回 | 11月23日 | 開店の日       | 深町幸男          | 藤宮晶子（結城美栄子） |
| 第七回 | 11月30日 | 人の内側       | 深町幸男          | 役名ゲスト無し         |
| 第八回 | 12月7日  | 下町レストラン | 北島隆            | 役名ゲスト無し         |
| 第九回 | 12月14日 | 揺れながら     | 北島隆            | 役名ゲスト無し         |
| 最終回 | 12月21日 | 仲間のいる店   | 深町幸男          | 役名ゲスト無し         |

## スタッフ
※演出は#エピソードリストを参照。（ ）の数字は担当回数で、無しは全回担当。
- 企画 - 田中利一（テレビ朝日）・近藤晋（総合プロデュース）
- 脚本 - 山田太一
- 音楽 - 福井峻
- 技術 - 森野文治・高津芳英 (8 - 9)
- 撮影 - 當間利男 (1 - 6)・宮田伸 (1 - 2, 6 - 10)・加藤孝男 (3 - 10)
- 照明 - 爲貝幸弘
- 音声 - 平山誠 (1 - 3, 6 - 7, 9)・錦織雅彦 (4 - 5)・渡辺利実 (8)
- VE - 岩澤英二 (1 - 3, 5 - 7, 9 - 10)・森村修 (4, 8)
- 音響 - 山本文勝
- 編集 - 今村信男
- 美術 - 川口直次
- 美術制作 - 大野輝雄 (1, 3 - 10)
- 美術進行 - 鶴田由紀夫 (2 - 10)
- 装飾 - 柴田大雅
- 持道具 - 鈴木聰
- 大道具 - 田中秀明
- 衣裳 - 森脇茂
- メイク - 西村慶子
- 主題歌「フォトリエ」アンヌ・ドゥールト・ミキルセン（CBSソニー）
- 衣裳協力 - ALLY CAPELLINO (1 - 3, 5 - 6)、SUZUYA、三幸衣料株、A.T ATSURO TAYAMA (1 - 5, 7, 9 - 10)、三崎商事 (4)、青山 TO DOMON (6)、ΘTUDIOV (7 - 8)、IKUKO (8)、MOVING BLUE (9 - 10)
- ロケ協力 - Heart Land Club House (1)、明治記念館 (1)、葉山マリーナー (1)、imac、CENTO OTTO (5)、筑波産商 (6 - 10)、tanlco (6 - 10)
- 技術協力 - 渋谷ビデオスタジオ、ビデオスタッフ、東新、NHK美術センター
- 広報 - 津田宗司（テレビ朝日）
- スチール - 奥川彰
- 演出補 - 油谷誠至 (1 - 4, 6 - 10)
- 演出助手 - 伊藤達哉 (1 - 7, 10)・塚本連平 (1 - 3, 9)・宇田川尚良 (4 - 7, 10)・上野勝仁 (8)・栗和田昌二 (8)
- 記録 - 奥平治美 (1)・吉田純子 (2, 5 - 6, 9 - 10)・小柳優子 (3 - 4, 7 - 8)
- 制作デスク - 高橋尚子 (10)・小松昌代 (10)
- 制作主任 - 岡英祐 (1 - 8, 10)・高橋政彦 (9)
- プロデューサー補 - 田中芳之（テレビ朝日）
- 岩永恵（テレビ朝日）・杉崎隆行（総合プロデュース）
- 制作 - テレビ朝日・総合プロデュース

## 制作
千葉真一は格好良さと過去に演じてきた役とのギャップを逆手に取ったが、当初は台本を読むと山田太一に「こんな魅力の無い男を演じることはできない」と話していた。それでもクランクインすると、そのイメージをひっくり返し、この格好悪い男を楽しそうに演じている。
ロケーション撮影は言問橋周辺の隅田川左岸以外では、第二回・第三回・第八回を旧安田庭園・隅田公園・牛嶋神社などで行われた。

## 論評
「夢破れ、失意のどん底にいる男に扮した千葉真一の演技は真実味を帯びている。キャリアを積んだ千葉の役者としての成熟を感じさせる名作」と評されている。

## 書籍
- 『山田太一作品集 19（夢に見た日々）』大和書房、1989年12月25日。